# Kirgody
Kirgody (ros. Киргоды) – wieś w Rosji, w rejonie szeksnińkim obwodu wołogodzkiego. W 2010 r. liczyła 72 mieszkańców.